# Рудинска
Рудинска (слч. Rudinská) насељено је мјесто са административним статусом сеоске општине (слч. obec) у округу Кисуцке Нове Место, у Жилинском крају, Словачка Република.

## Становништво
| Година:    | 1994. | 2004.   | 2014.   | 2024.   |
| ---------- | ----- | ------- | ------- | ------- |
| Број људи: | 894   | 969     | 987     | 1035    |
| Разлика:   |       | +8,38 % | +1,85 % | +4,86 % |

| Година:    | 2023. | 2024.   |
| ---------- | ----- | ------- |
| Број људи: | 1034  | 1035    |
| Разлика:   |       | +0,09 % |

Према подацима о броју становника из 2023. године насеље је имало 1034 становника.